# Sân bay quốc tế Dr. Babasaheb Ambedkar
Sân bay quốc tế Dr. Babasaheb Ambedkar (IATA: NAG, ICAO: VANP) là một sân bay dân sự nằm cách thành phố Nagpur, Maharashtra, Ấn Độ 8 km về phía Tây Nam, phục vụ các chuyến bay nội địa và quốc tế tại thành phố này.

## Các nhà ga và các điểm đến

### Nhà ga nội địa
- Simplifly Deccan (Hyderabad, Mumbai)
- Jet Lite (Delhi, Hyderabad, Pune)
- Indian (Delhi, Hyderabad, Mumbai, Raipur)
- IndiGo Airlines (Kolkata, Mumbai, Delhi, Pune, Bangalore)
- Jet Airways (Delhi, Mumbai)
- Kingfisher Airlines (Ahmedabad, Hyderabad, Indore, Mumbai)

### Nhà ga quốc tế
- Air Arabia (Sharjah)
- Indian (Bangkok)
- Air India Express (Dubai)
- Qatar Airways (Doha)
- Singapore Airlines và Malaysia Airlines (sắp thực hiện)